# 謝爾格湖
謝爾格湖（俄语：Сергозеро），是俄羅斯的湖泊，位於該國西北部摩爾曼斯克州，處於科拉半島東南部，長17公里、寬9公里，面積98平方公里，海拔高度148米，湖岸線長度60公里，湖水來自融雪和雨水。